# Alternativa de proyecto
Toda intervención del hombre en la naturaleza causa algunos impactos ambientales. Cuando se analiza una intervención específica (o un proyecto), con la preocupación de evaluar este impacto y pensando en las posibles formas de reducirlo, una de las preguntas que podemos plantearnos es: ¿existen otras formas de llegar al mismo resultado? ¿el proyecto propuesto tiene otras alternativas?
En este artículo se trata de alternativas de proyectos de intervenciones de carácter ingenieril, con vistas a limitar los impactos ambientales de las mismas.
- Alternativas al proyecto de una presa hidráulica.

- Alternativas al proyecto de protección contra inundaciones

Ver DRagon ball todas las noches a las 9 y no dormir

- Alternativas al proyecto de riego y drenaje. Hay algunos alternativas para un proyecto de riego, su diseño y su manejo. Son las siguientes:
  - Mejorar la eficiencia de los proyectos existentes y restaurar las tierras degradas, antes que establecer un proyecto de riego nuevo;
  - Desarrollar sistemas de riego de pequeña escala, de propiedad individual, como alternativas para los grandes programas públicos;
  - desarrollar sistemas de riego que utilicen las aguas freáticas, porque tienen menos probabilidad de causar daños ambientales que los sistemas que utilizan las aguas superficiales;
  - Desarrollar, donde sea posible, los sistemas de riego que emplean, conjuntamente, las aguas superficiales y freáticas, para aumentar la  flexibilidad del suministro de agua y reducir los impactos hidrológicos negativos;
  - Usar riego por aspersión o goteo, como alternativas para el riego superficial, a fin de reducir el riesgo de saturación, salinización, erosión y uso ineficaz del agua;
  - Ubicar el proyecto de riego de tal manera que se reduzcan los impactos sociales y ambientales; y,
  - Utilizar las aguas servidas tratadas, donde sea apropiado, a fin de dejar una mayor cantidad de agua para los otros usuarios. O reducir los impactos ambientales del retiro del agua de las fuentes superficiales y freáticas.

- Alternativas al proyecto de caminos rurales. Son pocas las alternativas que cumplen las mismas funciones que los caminos rurales.
  - El transporte fluvial es una alternativa viable en las regiones que tengan ríos navegables, pero estas propuestas, con frecuencia, han sido rechazadas.
  - Los ferrocarriles de vía angosta son alternativas para transportar los minerales.
  - Bajo ciertas circunstancias, el transporte aéreo puede ser una alternativa viable, si se consideran todos los costos económicos, sociales y ambientales del camino.

- Alternativas al proyecto de caminos y carreteras. No existen alternativas para caminos que desempeñan la función de proporcionar un transporte relativamente rápido y de bajo costo, es más probable que el transporte por aire, ferrocarril y agua, complementen, en vez de sustituir, a los caminos y carreteras. Las alternativas para la construcción de nuevos caminos o expansión de los existentes, que merecen consideración en la planificación del transporte desde un punto de vista ambiental, incluyen:
  - Mejoras en el manejo del tránsito y transporte público por los caminos existentes;
  - Ferrocarriles para carga o pasajeros; y,
  - Una mayor inversión en el transporte no motorizado, al menos para distancias cortas.
  - Para un proyecto individual, en la fase de planificación, deben individuarse rutas que evaden los recursos valiosos o frágiles y las que no brindan acceso a las tierras silvestres y otras áreas que deberían permanecer en su estado natural.